# Ted Ligety
Theodore Sharp "Ted" Ligety, född 31 augusti 1984 i Salt Lake City, Utah, är en amerikansk före detta utförsåkare. Han tog guld i alpin kombination under OS i Turin 2006 samt i storslalom i Sotji 2014 och har flera världscupsegrar i främst storslalom. Han vann tre VM-guld i Schladming 2013.

## Karriär
Ligety växte upp i Park City, Utah. Han började åka skidor vid två års ålder och började tävla när han var elva år gammal. Han gick på The Winter Sports School (ungefär motsvarande skidgymnasium) och tog studenten 2002. Han antogs till USA:s utvecklingslag och 2004 tog han silvermedalj i slalom i junior-VM. Han gjorde premiär i världscupen under säsongen 2003/2004 och togs med i USA:s skidlandslag under säsongen 2004/2005.
Ligety vann storslalomcupen säsongerna 2007/2008, 2009/2010, 2010/2011, 2012/2013 och 2013/2014, samt kombinationscupen 2013/2014.

## Världscupsegrar (25)
| Datum            | Plats         | Disciplin        |
| ---------------- | ------------- | ---------------- |
| 5 mars 2006      | Yongpyong     | Storslalom       |
| 8 mars 2008      | Kranjska Gora | Storslalom       |
| 14 mars 2008     | Bormio        | Storslalom       |
| 28 februari 2009 | Kranjska Gora | Storslalom       |
| 29 januari 2010  | Kranjska Gora | Storslalom       |
| 5 december 2010  | Beaver Creek  | Storslalom       |
| 11 december 2010 | Val d'Isère   | Storslalom       |
| 19 december 2010 | Alta Badia    | Storslalom       |
| 23 oktober 2011  | Sölden        | Storslalom       |
| 6 december 2011  | Beaver Creek  | Storslalom       |
| 10 mars 2012     | Kranjska Gora | Storslalom       |
| 28 oktober 2012  | Sölden        | Storslalom       |
| 2 december 2012  | Beaver Creek  | Storslalom       |
| 16 december 2012 | Alta Badia    | Storslalom       |
| 12 januari 2013  | Adelboden     | Storslalom       |
| 9 mars 2013      | Kranjska Gora | Storslalom       |
| 16 mars 2013     | Lenzerheide   | Storslalom       |
| 27 oktober 2013  | Sölden        | Storslalom       |
| 8 december 2013  | Beaver Creek  | Storslalom       |
| 17 januari 2014  | Wengen        | Superkombination |
| 2 februari 2014  | St. Moritz    | Storslalom       |
| 8 mars 2014      | Kranjska Gora | Storslalom       |
| 15 mars 2014     | Lenzerheide   | Storslalom       |
| 7 december 2014  | Beaver Creek  | Storslalom       |
| 24 oktober 2015  | Sölden        | Storslalom       |